# Gotlands försvarsmuseum

Gotlands försvarsmuseum är ett militärhistoriskt museum beläget i Tingstäde, cirka 20 km nordöst om Visby. Museet, som invigdes den 11 juli 2009, ingår i nätverket Statens försvarshistoriska museer.
Gotlands försvamuseum är ett museum på två platser i Tingstäde.
Armédelen finns i centrala Tingstäde, ca 300 m söder om kyrkan.
Flyg- och marindelen finns ca 2 km söder om armédelen.